# Koškinskij rajon
Il Koškinskij rajon (in russo Кошкинский район?) è un rajon dell'Oblast' di Samara, nella Russia europea. Istituito nel 1928, il suo capoluogo è Koški.